# Europese kampioenschappen shorttrack 2009
De Europese kampioenschappen shorttrack 2009 werden van 16 t/m 18 januari 2009 gehouden in Turijn (Italië).
Winnaars werden Nicola Rodigari en Arianna Fontana uit het gastland.

## Medailles

### Mannen
| Onderdeel         | Goud | Goud                                                          | Zilver | Zilver                                                          | Brons | Brons                                                |
| ----------------- | ---- | ------------------------------------------------------------- | ------ | --------------------------------------------------------------- | ----- | ---------------------------------------------------- |
| 500m              | ITA  | Nicola Rodigari                                               | HUN    | Viktor Knoch                                                    | ITA   | Yuri Confortola                                      |
| 1000m             | BEL  | Wim De Deyne                                                  | ITA    | Yuri Confortola                                                 | HUN   | Viktor Knoch                                         |
| 1500m             | LAT  | Haralds Silovs                                                | ITA    | Nicola Rodigari                                                 | HUN   | Viktor Knoch                                         |
| 3000m superfinale | RUS  | Roeslan Zacharov                                              | ITA    | Nicola Rodigari                                                 | LAT   | Haralds Silovs                                       |
| Klassement        | ITA  | Nicola Rodigari                                               | LAT    | Haralds Silovs                                                  | HUN   | Viktor Knoch                                         |
| Aflossing         | ITA  | Yuri Confortola Claudio Rinaldi Nicola Rodigari Roberto Serra | NED    | Daan Breeuwsma Niels Kerstholt Sjinkie Knegt Freek van der Wart | HUN   | Bence Beres Peter Darazs Gábor Galambos Viktor Knoch |

### Vrouwen
| Onderdeel         | Goud | Goud                                                      | Zilver | Zilver                                                    | Brons | Brons                                                           |
| ----------------- | ---- | --------------------------------------------------------- | ------ | --------------------------------------------------------- | ----- | --------------------------------------------------------------- |
| 500m              | ITA  | Arianna Fontana                                           | BUL    | Evgenja Radanova                                          | HUN   | Erika Huszár                                                    |
| 1000m             | ITA  | Arianna Fontana                                           | FRA    | Stéphanie Bouvier                                         | HUN   | Bernadett Heidum                                                |
| 1500m             | CZE  | Kateřina Novotná                                          | FRA    | Stéphanie Bouvier                                         | ITA   | Arianna Fontana                                                 |
| 3000m superfinale | CZE  | Kateřina Novotná                                          | FRA    | Stéphanie Bouvier                                         | AUT   | Veronika Windisch                                               |
| Klassement        | ITA  | Arianna Fontana                                           | CZE    | Kateřina Novotná                                          | FRA   | Stéphanie Bouvier                                               |
| Aflossing         | HUN  | Rózsa Darázs Bernadett Heidum Erika Huszár Andrea Keszler | GER    | Aika Klein Christin Priebst Susanne Rudolph Bianca Walter | NED   | Annita van Doorn Sanne van Kerkhof Liesbeth Mau Asam Maaike Vos |

### Medailleklassement
| Plaats | Land       | Goud | Zilver | Brons | Totaal |
| 1      | Italië     | 6    | 3      | 2     | 11     |
| 2      | Tsjechië   | 2    | 1      | 0     | 3      |
| 3      | Hongarije  | 1    | 1      | 6     | 8      |
| 4      | Letland    | 1    | 1      | 1     | 3      |
| 5      | België     | 1    | 0      | 0     | 1      |
| 5      | Rusland    | 1    | 0      | 0     | 1      |
| 7      | Frankrijk  | 0    | 3      | 1     | 4      |
| 8      | Nederland  | 0    | 1      | 1     | 2      |
| 9      | Duitsland  | 0    | 1      | 0     | 1      |
| 9      | Bulgarije  | 0    | 1      | 0     | 1      |
| 11     | Oostenrijk | 0    | 0      | 1     | 1      |
| Totaal | Totaal     | 12   | 12     | 12    | 36     |

## Eindklassementen

### Mannen
| #      | Schaatser         | Land      | Punten |
| ------ | ----------------- | --------- | ------ |
| Goud   | Nicola Rodigari   | Italië    | 76     |
| Zilver | Haralds Silovs    | Letland   | 55     |
| Brons  | Viktor Knoch      | Hongarije | 55     |
| 4      | Roeslan Zacharov  | Rusland   | 47     |
| 5      | Wim De Deyne      | Duitsland | 39     |
| 6      | Yuri Confortola   | Italië    | 35     |
| 7      | Niels Kerstholt   | Nederland | 15     |
| 8      | Thibaut Fauconnet | Frankrijk | 11     |
| 9      | Pieter Gysel      | België    | 5      |
| 10     | Peter Darazs      | Hongarije | 3      |

### Vrouwen
| #      | Schaatser                 | Land                | Punten |
| ------ | ------------------------- | ------------------- | ------ |
| Goud   | Arianna Fontana           | Italië              | 83     |
| Zilver | Kateřina Novotná          | Tsjechië            | 76     |
| Brons  | Stephanie Bouvier         | Frankrijk           | 63     |
| 4      | Evgenja Radanova          | Bulgarije           | 34     |
| 5      | Bernadett Heidum          | Hongarije           | 26     |
| 6      | Veronika Windisch         | Oostenrijk          | 18     |
| 7      | Erika Huszar              | Hongarije           | 14     |
| 8      | Martina Valcepina         | Italië              | 11     |
| 9      | Elise Christie            | Verenigd Koninkrijk | 3      |
| 10     | Marina Georgieva-Nikolova | Bulgarije           |        |

Malmö 1997 · 
Boedapest 1998 · 
Oberstdorf 1999 · 
Bormio 2000 · 
Den Haag 2001 · 
Grenoble 2002 · 
Sint-Petersburg 2003 · 
Zoetermeer 2004 · 
Turijn 2005 · 
Krynica Zdrój 2006 · 
Sheffield 2007 ·
Ventspils 2008 · 
Turijn 2009 · 
Dresden 2010 · 
Heerenveen 2011 · 
Mladá Boleslav 2012 · 
Malmö 2013 · 
Dresden 2014 · 
Dordrecht 2015 · 
Sotsji 2016 · 
Turijn 2017 · 
Dresden 2018 · 
Dordrecht 2019 · 
Debrecen 2020 · 
Gdańsk 2021 · 
Dresden 2022 · 
Gdańsk 2023 · 
Gdańsk 2024 · 
Dresden 2025